# لس اوانز (بازیکن فوتبال، زاده۱۹۲۹)
لس اوانز (انگلیسی: Les Evans; ۱۳ اکتبر ۱۹۲۹ – آوریل ۲۰۰۷) بازیکن فوتبال بود.
از باشگاه‌هایی که در آن بازی کرده‌است می‌توان به باشگاه فوتبال کاردیف سیتی اشاره کرد.